# یومی کاجیهارا
یومی کاجیهارا (انگلیسی: Yumi Kajihara؛ زادهٔ ۱۰ آوریل ۱۹۹۷) دوچرخه‌سوار زن اهل ژاپن است.
وی در مسابقات کشوری و بین‌المللی در مجموع برندهٔ ۱۰ مدال طلا، ۴ مدال نقره، ۳ مدال برنز شده‌است.